# Gabriel (filho de Bóris I)
Gabriel (em búlgaro: Гаврил) foi um nobre búlgaro, o segundo filho do príncipe (cnezo) Bóris I (r. 852–889) e a princesa Maria. Seus irmãos eram Vladimir, Simeão I, Jacó, Eupráxia e Ana. Se desconhece porque Bóris não colocou-o no trono depois que seu irmão foi deposto, pois o sucessor foi seu irmãos mais jovem Simeão. Existe uma hipótese de que os membros da dinastia dos cometópulos eram descendentes de Gabriel.